# Макарово (Ненецкий автономный округ)
Мака́рово — деревня в Заполярном районе Ненецкого автономного округа России. Входит в состав Тельвисочного сельсовета.

## География
Деревня расположена на левом берегу реки Печора — в 5 км выше по реке от Нарьян-Мара.

## История
Село основано в 1679 году, как промысловая жира.

## Население
| 2002 | 2010 |
| ---- | ---- |
| 321  | ↘206 |

| Народ                              | Численность, чел. | Доля, % |
| ---------------------------------- | ----------------- | ------- |
| Русские                            | 157               | 76,96   |
| Коми                               | 42                | 20,59   |
| Ненцы                              | 5                 | 2,45    |
| Всего, от указавших национальность | 204               | 100     |

## Экономика
Основное занятие населения — молочное животноводство.
В Макарово расположено отделение Ненецкой агропромышленной компании

## Инфраструктура
ФАП, начальная школа, электростанция.

## Транспорт
В период навигации на реке Печоре выполняются ежедневные рейсы на теплоходе по маршруту Нарьян-Мар — Великовисочное — Лабожское, и Нарьян-Мар — Каменка.
В зимний период действует автомобильная переправа.
Грузы доставляются по реке Печора в период навигации из городов Печора и Нарьян-Мар а также автомобильным транспортом зимой из Нарьян-Мара.